# Alectoria sarmentosa

Alectoria sarmentosa (Ach.) Ach.,  es una especie de liquen fruticuloso de distribución cosmopolita que vive en bosques húmedos de coníferas. Este liquen puede alcanzar hasta 30 centímetros de longitud y posee pequeñas ramillas de sección circular que cuelgan sujetas por un único punto de unión al sustrato sobre el que crece, por lo general cortezas y ramas de coníferas. La morfología de este liquen hace que su nombre común en diversos idiomas haga referencia a su forma de cabellera, como barbas de viejo o pelo de bruja. A diferencia de otros líquenes fruticulosos como los pertenecientes al género Usnea que tienen una médula rígida que los mantiene erectos Alectoria sarmentosa tiene engrosada la cutícula en diversas regiones permitiendo cierto grado de rigidez en el talo.

## Sinonimia
- Alectoria sarmentosa (Ach.) Ach.
- Alectoria sarmentosa (Ach.) Ach.
- Bryopogon ochroleucus var. sarmentosus (Ach.) Rabenh.
- Bryopogon sarmentosus (Ach.) Link.
- Cornicularia sarmentosa (Ach.) DC.
- Eualectoria sarmentosa (Ach.) Gyeln.
- Evernia sarmentosa (Ach.) Fr.
- Lichen sarmentosus Ach.
- Parmelia sarmentosa (Ach.) Ach.